# Шарлиер, Рауль
Рауль Эрман Шарлиер (порт. Raul Herman Charlier, 1913, Сан-Паулу — 3 мая 1962) — бразильский шахматист.
Вице-чемпион Бразилии 1943 г. (проиграл в финальном матче розыгрыша чемпионата страны Ж. Соузе Мендешу).
В 1936 г. представлял Бразилию в чемпионате Южной Америки.
В составе сборной Бразилии участник неофициальной шахматной олимпиады 1936 г.
В 1939 г. вместе с О. Тромповским, В. Крусом, О. Крусом и А. Сильвой Рошей участвовал в показательных выступлениях чемпиона мира А. А. Алехина в Рио-де-Жанейро.

## Спортивные результаты
| Год  | Город          | Соревнование                                                    | + | − | = | Результат | Место |
| ---- | -------------- | --------------------------------------------------------------- | - | - | - | --------- | ----- |
| 1936 | Мар-дель-Плата | Чемпионат Южной Америки                                         | 2 | 6 | 7 | 5½ из 15  | 13—14 |
|      | Мюнхен         | Неофициальная шахматная олимпиада (сборная Бразилии, 2-я доска) | 2 | 7 | 2 | 3 из 11   |       |
| 1943 | Сан-Паулу      | Матч с Ж. Перейрой да Рошей (полуфинал чемпионата Бразилии)     | 3 | 1 | 1 | 3½ : 1½   |       |
|      | Сан-Паулу      | Матч с Ж. Соузой Мендешем (на звание чемпиона Бразилии)         | 2 | 3 | 5 | 4½ : 5½   |       |